# Вителлий Афр
Вите́ллий Афр (лат. Vitellius Afer; IV век) — христианский писатель.  
Вителлию Афру (Африканскому) посвящена 4 глава книги Геннадия Массилийского «О знаменитых мужах». Геннадий сообщает о том, что Вителлий написал книгу  «О том, кто ненавистен рабам божьим», в которой изложил весьма достойное учение; однако, в этой книге Вителлий, защищая донатизм, писал как против язычников, так и против кафоликов, как отступивших от Священного Писания во времена гонений. Вителий писал многое относительно правил Церкви. Вителий получил известность как писатель при императоре Константе. Книги Вителлия не сохранились.  